# 大阪市電九条車庫
大阪市電九条車庫（おおさかしでんくじょうしゃこ）は、かつて大阪府大阪市西区九条南1丁目にあった大阪市電の車庫。

## 概要
1907年（明治40年）7月に着工し、1909年（明治42年）10月に、当時の大阪市西区九条南通3丁目（現在の大阪市西区九条南1丁目）に開設された。
大阪市電初の車庫である市岡車庫とは異なり、設備を整えた本格的な車庫で、その建物は4棟に分かれ、単車で優に160両が収容できるという大きさであった。
1909年（明治42年）、隣接する市電の車両工場を拡張するために、九条車庫を増築して既存の2棟を車両工場に転用したのに続き、1914年（大正3年）8月1日には、さらに1棟を増築し、最盛期の1919年（大正8年）頃には、単車で200両収容可能となった。
しかし、1920年（大正9年）に、新発電所建設のため九条車庫の3棟が立ち退くことになり、2棟を天王寺車庫へ、1棟を都島車庫へ、それぞれ移築した。
1921年（大正10年）10月に収容車両を新設の築港車庫と鶴町車庫に移動し、廃止された。跡地は、大阪市交通局の本局（現在の大阪市高速電気軌道本社）、および京セラドーム大阪の敷地の一部になっている。